# United Internet Team Germany

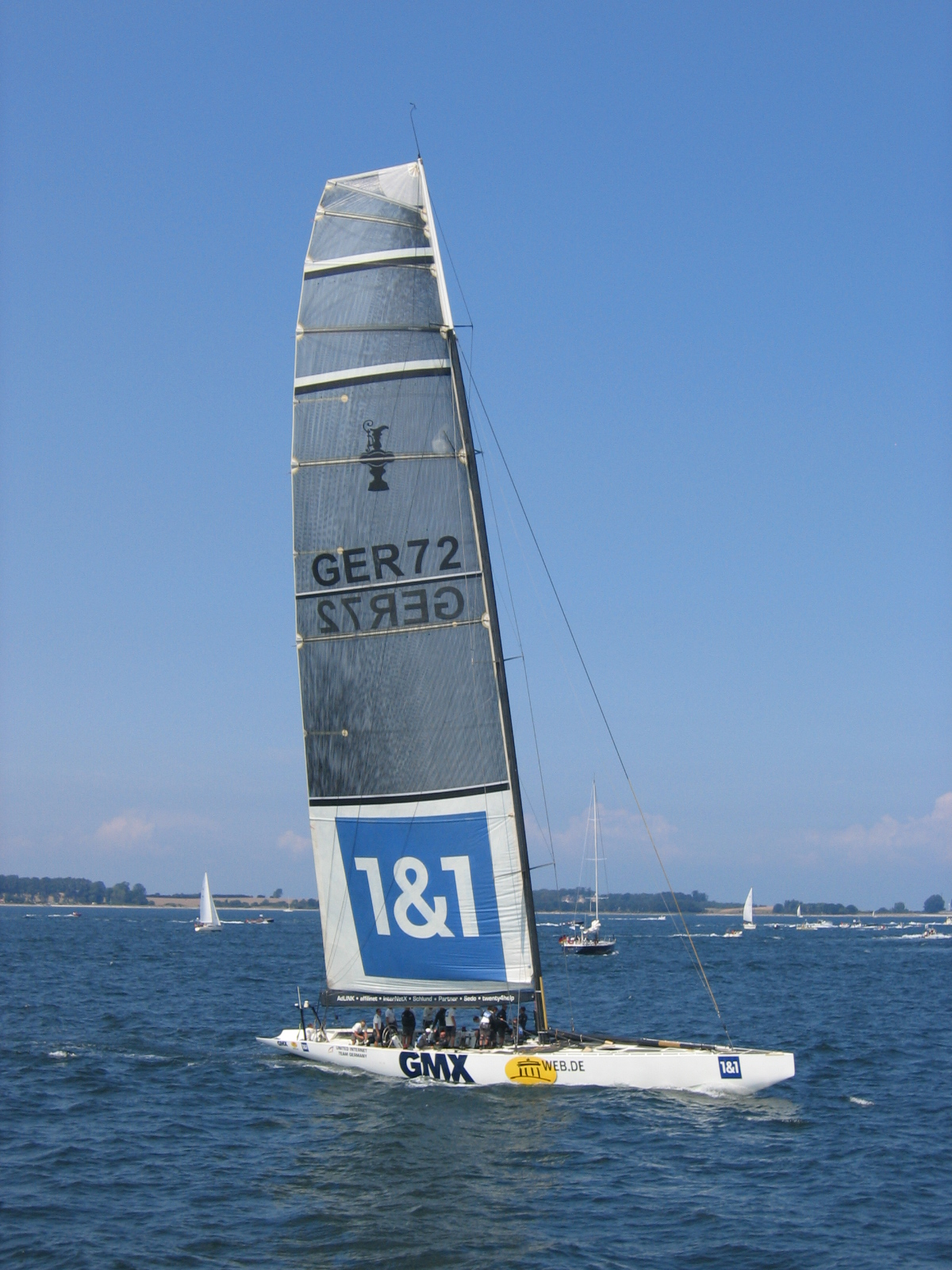
Das United Internet Team Germany in Kiel

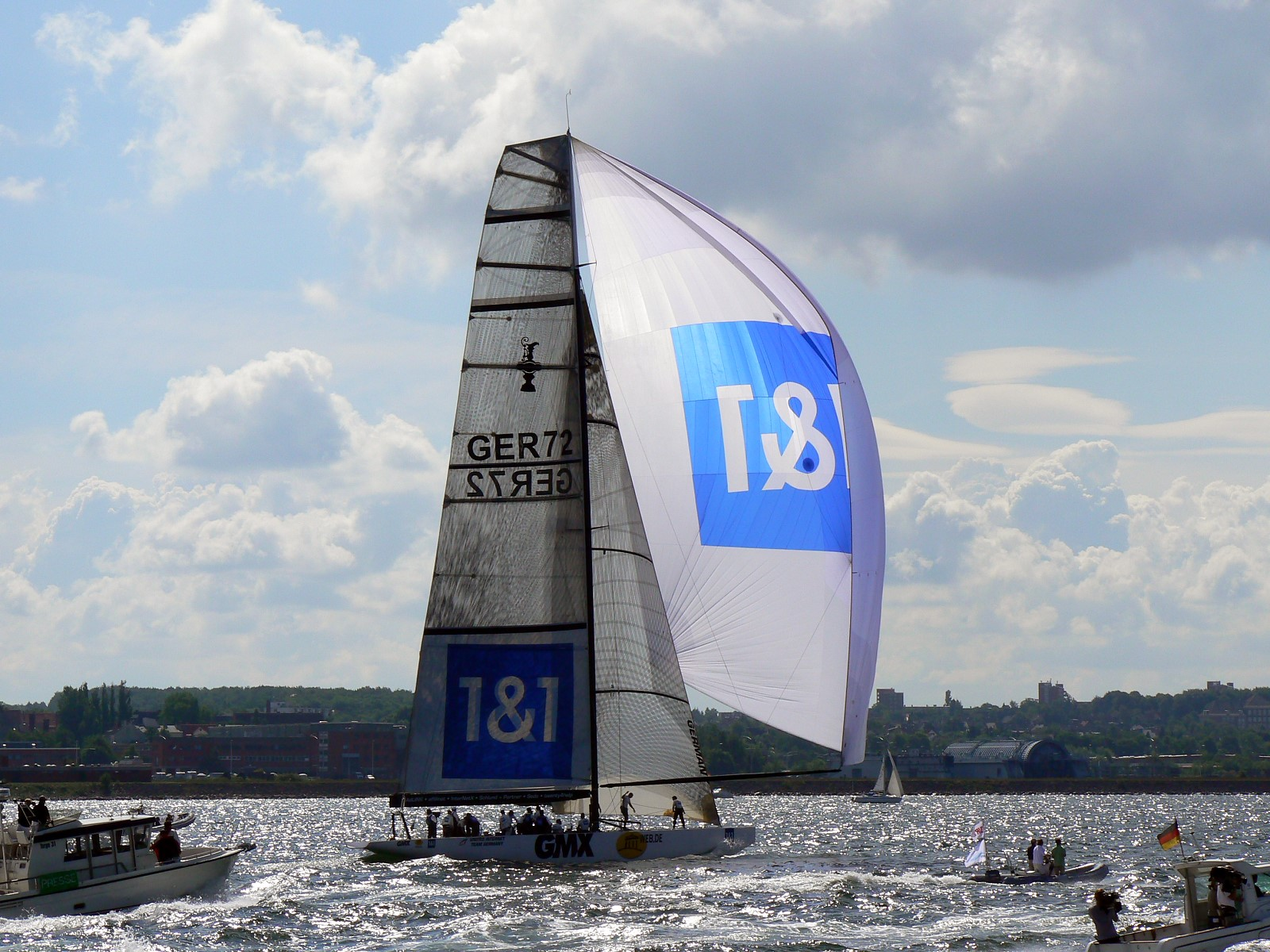
Beim German Sailing Grand Prix 2006 in Kiel

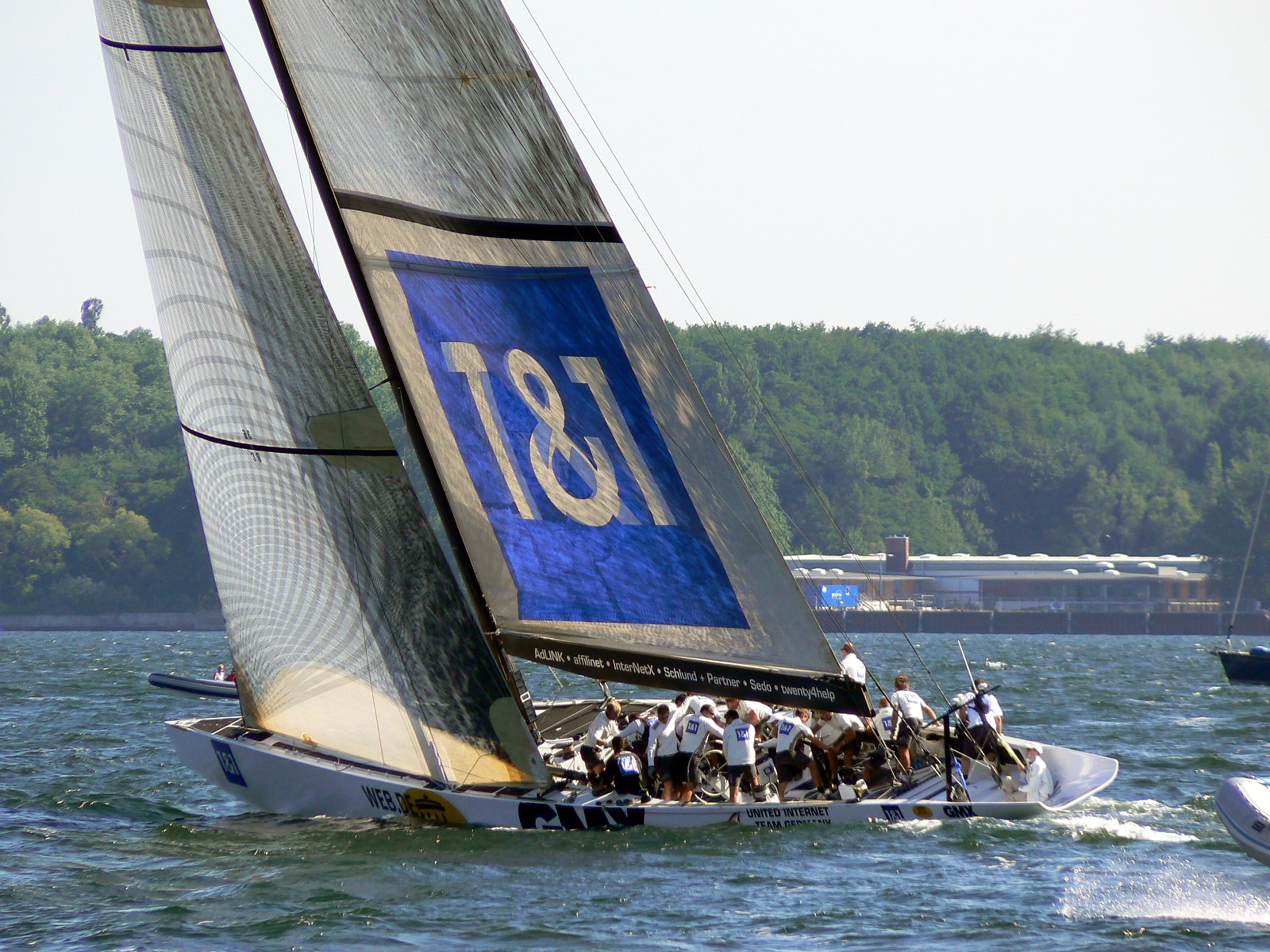
Beim German Sailing Grand Prix 2006 in Kiel

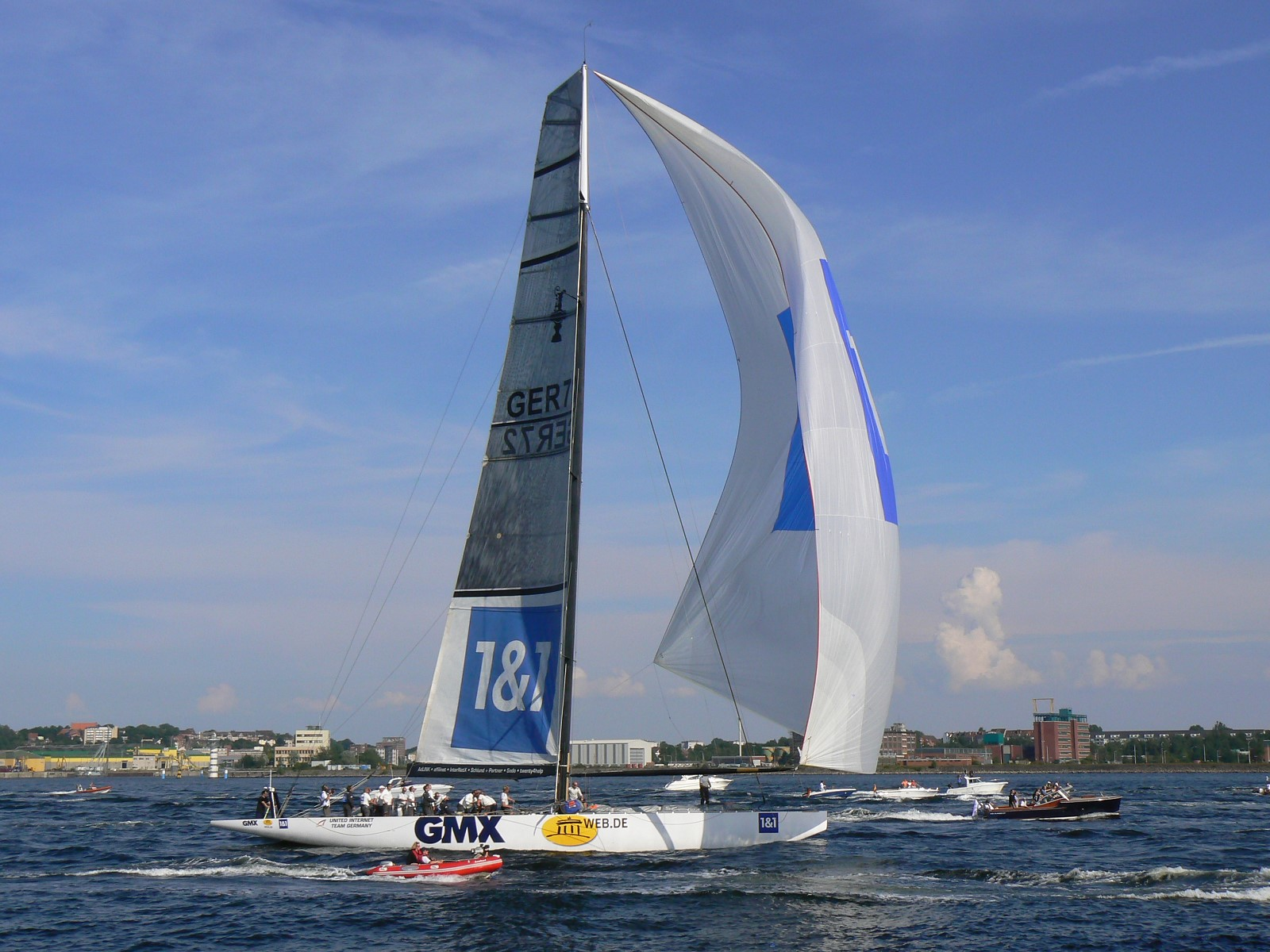
Beim German Sailing Grand Prix 2006 in Kiel

Das United Internet Team Germany war eine Segelmannschaft, die als erste deutsche Herausfordererkampagne an den Vorläufen und Ausscheidungsregatten für den America’s Cup teilnahm. Boot und Mannschaft wurden von der United Internet AG, dessen Vorstandsvorsitzenden Ralph Dommermuth aus Privatvermögen, sowie seit September 2007 auch von Audi gesponsert. Verein war der nur zu diesem Zweck gegründete Deutscher Challenger Yacht Club.

## Teilnahme beim 32. America’s Cup
Am 29. April 2005 meldete das United Internet Team Germany wenige Stunden vor Ablauf der Meldefrist zum ersten Mal in der 154-jährigen Geschichte des America’s Cup ein deutsches Boot.
Zunächst wurden die Vorregatten – die sogenannten Louis Vuitton Acts – mit dem gebraucht gekauften Boot GER 72 gesegelt, das von Mascalzone Latino unter der Segelnummer ITA 72 schon beim Louis Vuitton Cup 2003 vor Neuseeland eingesetzt wurde. Nach dem Kauf durch das United Internet Team Germany wurde das Boot modifiziert und weiterentwickelt, konnte jedoch selten gute Platzierungen erreichen.
Alle Hoffnungen konzentrierten sich auf das neue Boot, welches das Team in der Kieler Knierim-Werft bauen ließ. Es wurde am 24. April 2006 von Eva Luise Köhler, der Frau des damaligen Bundespräsidenten, mit dem Namen Germany I getauft und trägt die entsprechend dem Zeitpunkt der Vermessung zugewiesene Segelnummer GER 89. Erstmals in einer Regatta gesegelt wurde die Germany I beim Louis Vuitton Act 13 im Frühjahr 2007.
Das United Internet Team Germany beendete seine Teilnahme am Louis Vuitton Cup 2007 (der America’s Cup wird zwischen dem Herausforderer und dem Gewinner des LV Cups ausgetragen) mit einem vorletzten Platz der Gesamtwertung. Mit lediglich zwei Siegen bei 20 gesegelten Wettfahrten in der Hauptrunde des Louis Vuitton Cups wurde es seinen zuvor gesteckten Zielen nicht gerecht.
In der Folge trat kurz nach dem Ausscheiden Jesper Bank von seiner Position zurück.

## Teammitglieder
Zum Team gehörten der zweimalige Olympiasieger und erfahrene America’s-Cup-Skipper Jesper Bank sowie seine ehemaligen Vorschoter Henrik Blakskjær und Thomas Jacobsen. Zur „A-Mannschaft“ gehörten die Deutschen Matti Paschen, Markus Koy im Wechsel mit Gerrit Bottemöller, Jan Schoepe, Nicolai Jeschonnek und Michael Müller sowie im Wechsel mit Henning Sohn Kugelstoßer Oliver-Sven Buder, beide Grinder. „Ersatzmannschaft“ bilden u. a. Stefan Grossmann, Christian Buck, Jochen Wolfram sowie Alexander Krause. Als Co-Skipper und Taktiker wurde der ehemalige America’s Cup Sieger David Dellenbaugh angeheuert.
| Jesper Bank, DEN        | Skipper / Steuermann |
| David Dellenbaugh, USA  | Taktiker             |
| Henrik Blakskjær, DEN   | Pitmann              |
| Michael Hestbæk, DEN    | Stratege             |
| Thomas Jacobsen, DEN    | Traveller            |
| Philippe Mourniac, FRA  | Navigator            |
| Jan Schoepe, GER        | Floater              |
| Gerrit Bottemöller, GER | Mast                 |
| Wolf Dietz, GER         | Midbow               |
| Markus Koy, GER         | Mast                 |
| Guillermo Altadill, ESP | Trimmer, Wetterteam  |
| Alexander Krause, GER   | Traveller            |
| Matti Paschen, GER      | Trimmer              |
| Mike Mottl, AUS         | Trimmer              |
| Conan Hunt, NZL         | Stratege             |
| Carsten Schon, GER/NZL  | Trimmer              |
| Fredrik Green, SWE      | Runner Grind         |
| Stefan Großmann, GER    | Grinder              |
| Michael Müller, GER     | Midbow               |
| Henning Sohn, GER       | Grinder              |
| Jochen Wolfram, GER     | Grinder              |
| Henrik Norberg, SWE     | Grinder              |
| Dominik Neidhart. SUI   | Grinder              |
| Oliver-Sven Buder, GER  | Grinder              |
| Christian Buck, GER     | Runner grind         |
| Tim Daase, GER          | Vorschiff            |
| Nicolai Jeschonnek, GER | Midbow, Boat Captain |
| Jean Marie Dauris, FRA  | Vorschiff            |

## Vorbereitungen für den 33. America’s Cup
Nach dem Ausscheiden aus dem Louis Vuitton Cup, noch bevor Alinghi den America’s Cup erfolgreich verteidigt und damit die Fortführung der Veranstaltung in Europa gesichert hatte, vergab das Team bereits den Auftrag für den Bau eines neuen Cuppers. Das Schiff hatte bereits die Segelnummer GER 101 erhalten und sollte als Trainingsboot und Technologieträger für eine neue Kampagne um den nächsten Cup dienen. Mit dem Kauf der SUI 91 von Alinghi, neben SUI 100 einem der schnellsten Schiffe des vergangenen Cups, wurde der Bau von GER 101 jedoch im September 2007 aufgegeben. Durch die neuen Regeln wird ein neuer Bootstyp eingeführt, die alten Boote werden nur noch zu den Vorregatten eingesetzt. Ein Neubau nach altem Reglement lohnte den Aufwand und das damit verbundene Risiko offensichtlich nicht mehr.
Ebenfalls frühzeitig wurde der Deutsch-Pole Karol Jabłoński als neuer Skipper und Steuermann verpflichtet. Dieser hatte sich als Steuermann beim spanischen Team Desafío Español mit dem Einzug ins Halbfinale des Louis Vuitton Cups einen Namen gemacht.
Am 5. August 2007 hat Syndikatschef Michael Scheeren die offizielle Herausforderung um den 33. America’s Cup abgegeben, die vom ACM als fünfte Meldung eines Teams am 31. August angenommen wurde.
Am 19. September 2007 gab es schließlich weitreichende Weichenstellungen für die Teilnahme am nächsten Cup 2009 in Valencia zu verkünden Neuer sportlicher Leiter (Teamchef) der Kampagne wird Jochen Schümann, der erfolgreichste und bekannteste deutsche Segler, der zuvor mit Alinghi den Cup gewonnen und verteidigt hatte. Als zweiter Hauptsponsor neben United Internet konnte Audi gewonnen werden. Außerdem zeichnet künftig der Technologiepartner Porsche Consulting für den Bau der neuen Yachten verantwortlich.
Der Kauf von SUI 91 (künftig also GER 91) und der Baustopp für GER 101 wurden ebenfalls auf dieser Pressekonferenz bekanntgegeben.
Außerdem wurde bekannt, dass der Brite Jason Ker, vormals Yacht-Designer für das südafrikanische Team Shosholoza, dem Designteam der deutschen Kampagne beigetreten ist.

## Ende und Abwicklung
Das United Internet Team Germany wurde angesichts der bis ins Frühjahr 2008 bestehenden Unsicherheiten im laufenden 33. Cup-Zyklus mit Entscheidung vom 10. März 2008 – einvernehmlich durch die drei Hauptsponsoren (United Internet, Audi AG und Porsche Consulting) – zum 31. März 2008 aufgelöst. In einem Statement, ausgegeben am 5. Oktober 2010, wurde bekannt gegeben, dass auch am 34. Cup-Zyklus nicht teilgenommen wird. Im April 2012 wurde schließlich sämtliche Hardware der Teambasis im ehemaligen Austragungsort in Valencia veräußert.
Im Ringen um die Macht im America’s Cup zwischen Cup-Verteidiger Alinghi und dem US-Segelrennstall BMW Oracle Racing wird anhaltend im Frühjahr 2008 auf die Entscheidung des Obersten Staatsgerichts von New York gewartet. Für zusätzliche Komplikationen sorgte eine im gleichen Zeitraum von Team New Zealand gegen Alinghi eingereichte Schadenersatzklage in zweistelliger Millionenhöhe.
Der Deutsche Challenger Yacht Club (DCYC)  soll als Projektorganisation zunächst bestehen bleiben. Ein Kernteam um den bisherigen Sportchef Jochen Schümann bemühte sich um Alternativ-Projekte für die bevorstehende Segelsaison 2008. Die Überlegungen und Anstrengungen gingen in Richtung Grand-Prix-Serie auf den bisherigen America’s-Cup-Yachten in mehreren europäischen Hafenstädten. Einen ähnlichen Segelevent gab es vor Kiel, namentlich als German Sailing Grand Prix im Jahre 2006 ausgetragen. Interesse soll es seitens von vier europäischen Veranstaltern, darunter wieder Kiel, Triest und Valencia geben.
Die Segelyacht GER 89 (Germany I) ist heute Teil der Marineausstellung im Freigelände des Technik-Museum Speyer. 